# Love, Loot and Crash
Pour plus de détails, voir Fiche technique et Distribution.
Love, Loot and Crash est un film muet américain de Frank Griffin, sorti en 1915.

## Fiche technique
- Titre : Love, Loot and Crash
- Réalisation : Frank Griffin
- Producteur : Mack Sennett
- Studio de production : The Keystone Film Company
- Distribution : Mutual Film
- Pays de production :  États-Unis
- Format : Noir et blanc - 1.33 : 1 - Format 35 mm
- Langue : film muet intertitres anglais
- Genre : Comédie
- Durée : une bobine
- Date de sortie : 
  - États-Unis : 24 avril 1915

## Distribution
- Charley Chase : Harold, l'amant de Dora
- Fontaine La Rue : Dora (citée sous son vrai nom : Dora Rodgers)
- Josef Swickard : le banquier, père de Dora
- Nick Cogley : ?
- William Hauber : l'escroc mince (cité comme W.C. Hauber)
- Fritz Schade : l'escroc gros, déguisé en cuisinière
- Harold Lloyd : le vendeur italien de fruits à la charrette (non crédité)
- Robert P. Kerr : un policier, ainsi qu'un des deux pêcheurs
- Les Keystone Cops : les policiers